# Flamingo
De flamingo (Phoenicopterus roseus), ook wel aangeduid als grote flamingo (uit het Engels) of Europese flamingo, is de enige flamingosoort die in Europa in het wild voorkomt.

## Veldkenmerken
Het verenkleed van de flamingo is overwegend wit met wat roze. De vogel heeft een extreem lange nek, een stompe, gehoekte snavel met een zwarte punt, extreem lange poten en korte tenen met zwemvliezen. De lichaamslengte bedraagt 150 cm en het gewicht tot 4 kg.

## Leefwijze
Flamingo's zoeken overdag naar voedsel, zelfs bij grote hitte. Dit voedsel bestaat uit insecten, wormen, kreeftachtigen, microscopisch kleine algen en ander groenvoer. De vogel is deels een trekvogel, die vaak in warmere streken overwintert.

## Verspreiding
De flamingo komt wijdverspreid voor in Afrika en in het zuidwestelijk en zuidelijk deel van Centraal-Eurazië. Ze komen voor in verschillende zoet- en zoutwaterbiotopen, vooral in vrij ondiepe, zoute meren, estuaria en lagunes.
Het verspreidingsgebied van de flamingo in Europa is beperkt tot enkele gebieden, waarvan de Camargue in Zuid-Frankrijk de meeste vogels herbergt. De flamingo komt daarnaast voor in Portugal, Spanje, Italië, de Balkan en Griekenland.
Nakomelingen van uit gevangenschap ontsnapte flamingo's kunnen op verschillende plaatsen in Nederland worden waargenomen, onder meer in het Lauwersmeergebied, Grevelingenmeer en de Veluwerandmeren. Broedende flamingo's komen ook voor in het Zwillbrocker Venn, net over de Nederlands-Duitse grens bij Groenlo.

## Broedgedrag
De flamingo is monogaam en broedt in kolonies van soms wel 200.000 paren. Bij de balts worden onder luid getoeter ingewikkelde, gesynchroniseerde dansen opgevoerd. Het nest heeft de vorm van een hoop modder met een vlakke top. De nesten bevinden zich net buiten onderlinge pikafstand. De ouders zijn niet territoriaal ingesteld, maar ze verdedigen het nest wel. Alle kuikens die kunnen lopen, voegen zich bij grote crèches, die worden geleid door een paar volwassen vogels.